# Schaakvereniging Ontspanning Door Inspanning
Schaakvereniging ODI is een schaakvereniging uit Uden.
Schaakvereniging ODI (= Ontspanning Door Inspanning) is opgericht op 7 mei 1953. De eerste voorzitter was Ludwig Kapl.
Bekende ex-leden van de vereniging zijn Herman Grooten en Loek van Wely. Het eerste schaakteam speelt in de NBSB-competitie in de Derde klasse.